# Goetheschule (Bozen)

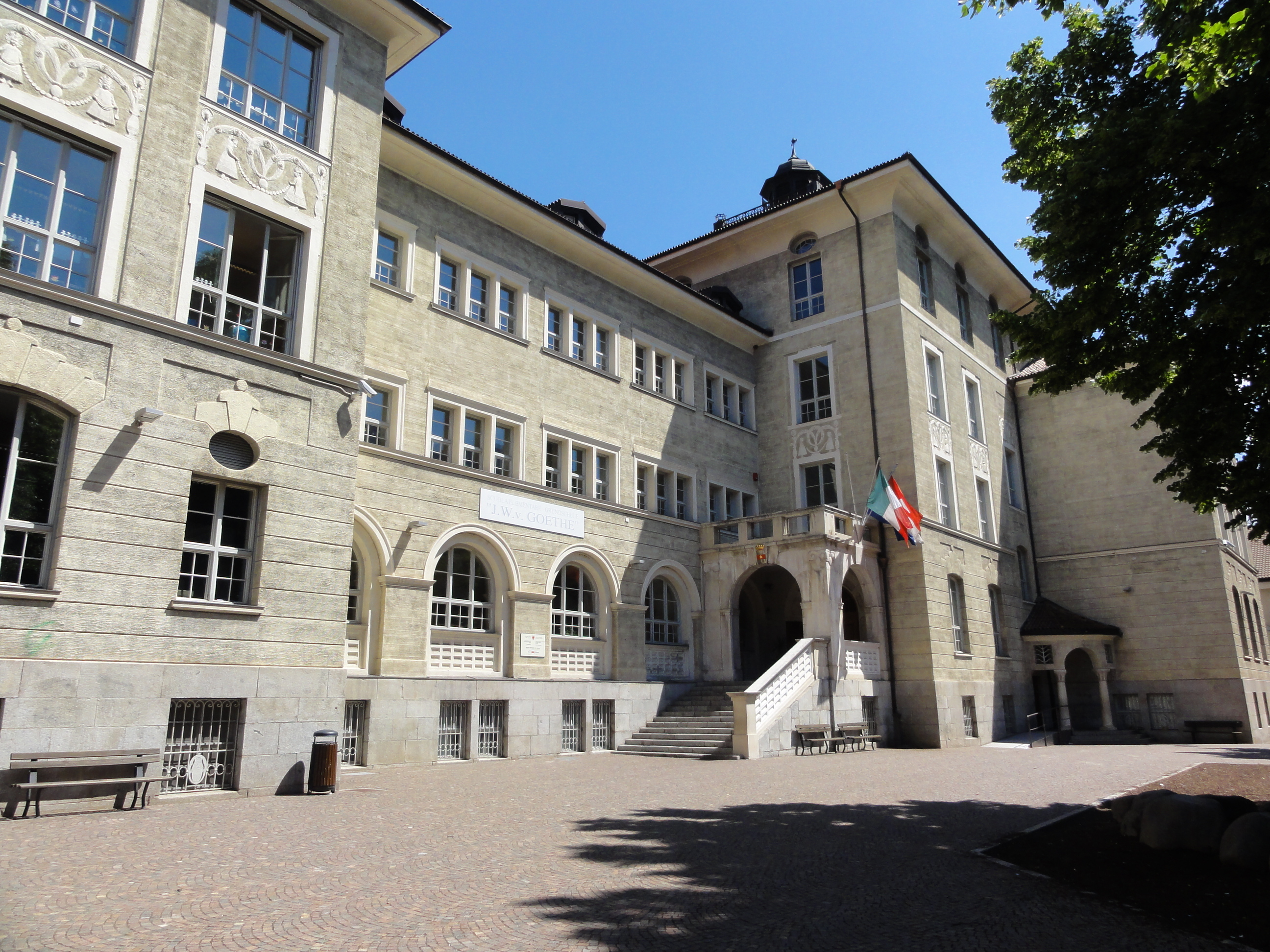
Die Goetheschule mit dem Schulhof

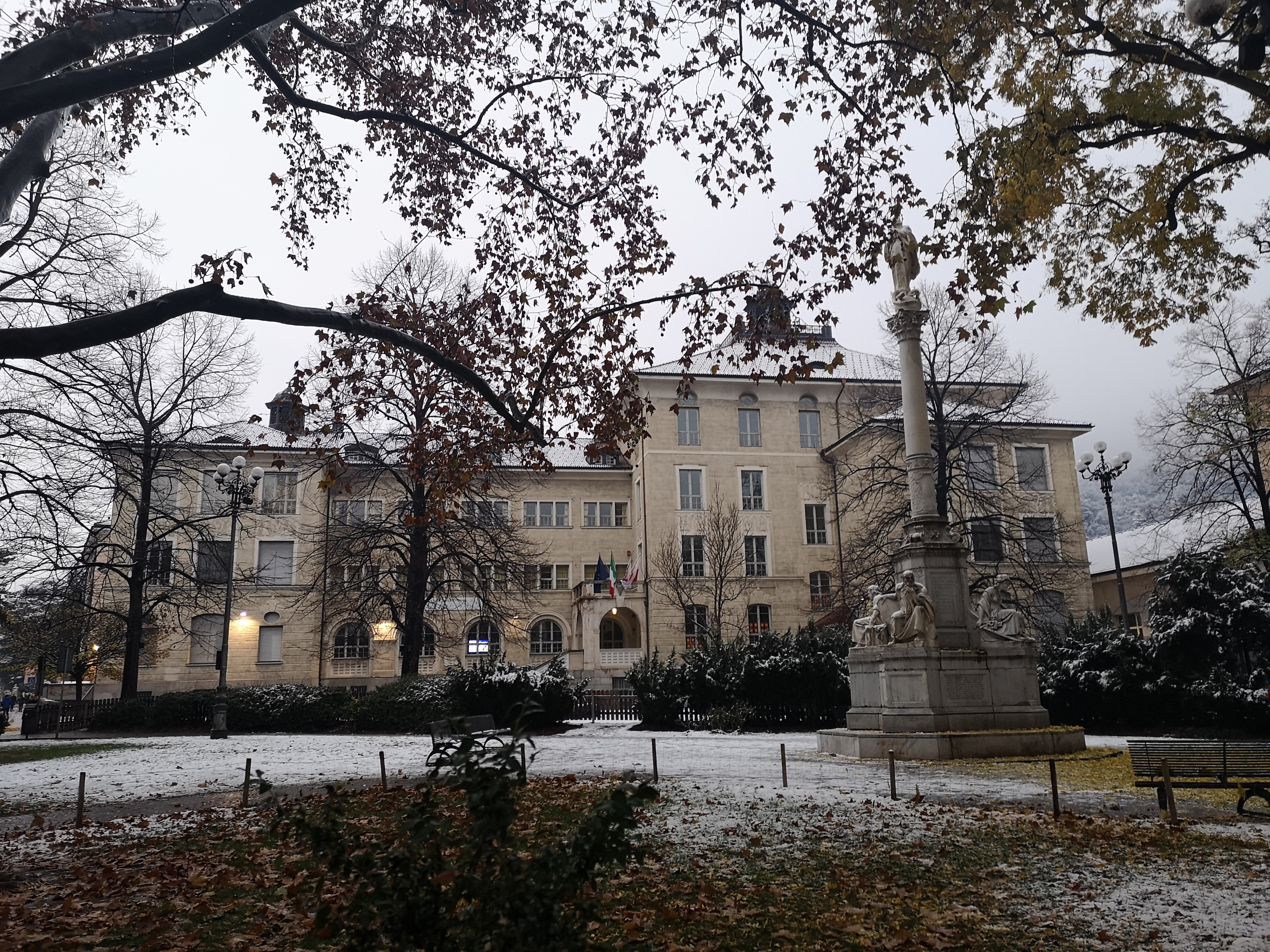
Gesamtansicht mit Park und Mariensäule

Die Goetheschule (mit voller Bezeichnung Johann-Wolfgang-von-Goethe-Schule; vormals Mädchenschule Kaiser Franz Joseph) ist ein seit 1985 denkmalgeschütztes Gebäude in Bozen.
Die Goetheschule, eine Grundschule mit deutscher Unterrichtssprache, befindet sich gegenüber dem Franziskanergymnasium am Marienplatz. Sie wurde 1908 als Volks- und Bürgerschule für Mädchen gebaut und zu Ehren des 60. Regierungsjubiläums des österreichischen Kaisers Kaiser-Franz-Joseph-Schule benannt. Der Schulbetrieb wurde am 14. November 1908 aufgenommen. Zur Eröffnung schrieb die Wiener Zeitung Das interessante Blatt:

„Bozen hat mit der Errichtung einer neuen Mädchenschule die meisten österreichischen Städte überflügelt, wenn nicht alle. […] Nahezu eine halbe Million Kronen hat sich die Stadt Bozen den Bau der Franz Joseph-Mädchenschule kosten lassen, die sich in der Vintlerstraße erhebt und den Erbauern, Stadtarchitekten Kürschner, Baumeister Weber, Beirat Bezirksschulinspektor Fleisch, der Gemeinde, den Gewerbetreibenden und Künstlern alle Ehre macht.“

Der monumentale Schulbau stellt einen Höhepunkt des umfassenden Bauprogramms des deutschfreiheitlichen Bozner Bürgermeisters Julius Perathoner dar. Der Plan von Stadtbaumeister Wilhelm Kürschner orientierte sich am Vorbild des Münchner Schulhausbaus und am damals neuartigen Konzept der Arbeitsschule. Albert Stolz umrahmte die Decken im Treppenhaus und einige Türen zu den Klassenräumen mit Alpenblumenkränzen und kleinen Tieren; die Wände schmückte er mit verschiedenen Steindruck-Rahmenbildern mit Motiven aus Märchen und Volksliedern, Landschaften oder sonstigen die Jugend anregenden Gegenständen.
Während des Faschismus wurde die Schule im Zuge der Italienisierungsmaßnahmen zur italienischsprachigen Adelaide-Cairoli-Schule. Das faschistische Regime entließ Ende 1923 auch die Gründungsdirektorin Emma von Leurs, die sich daraufhin in der Südtiroler Katakombenschule engagierte.
Im Marienpark vor der Schule befindet sich seit 1909 die 1893 angefertigte Mariensäule des Bildhauers Andreas Kompatscher.
2024 stand die Schule im Mittelpunkt eines Sprachenstreits, bei dem es um die – gesetzlich verbotene – Einrichtung von Sonderklassen für Migrantenkinder ging.

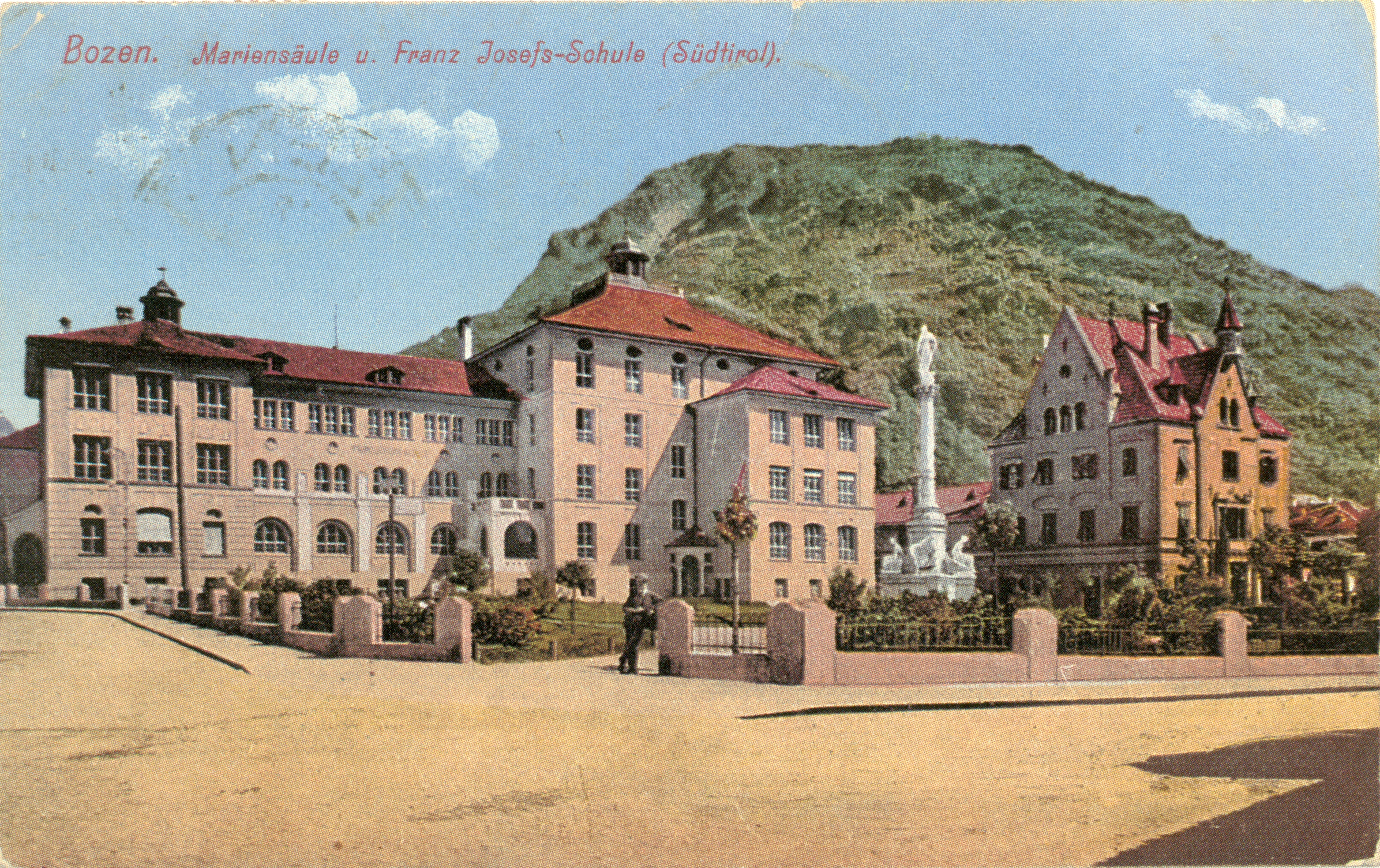
Die Franz-Joseph-Schule kurz nach ihrer Eröffnung um 1910, rechts davon das Turnerheim des Bozner Turnvereins
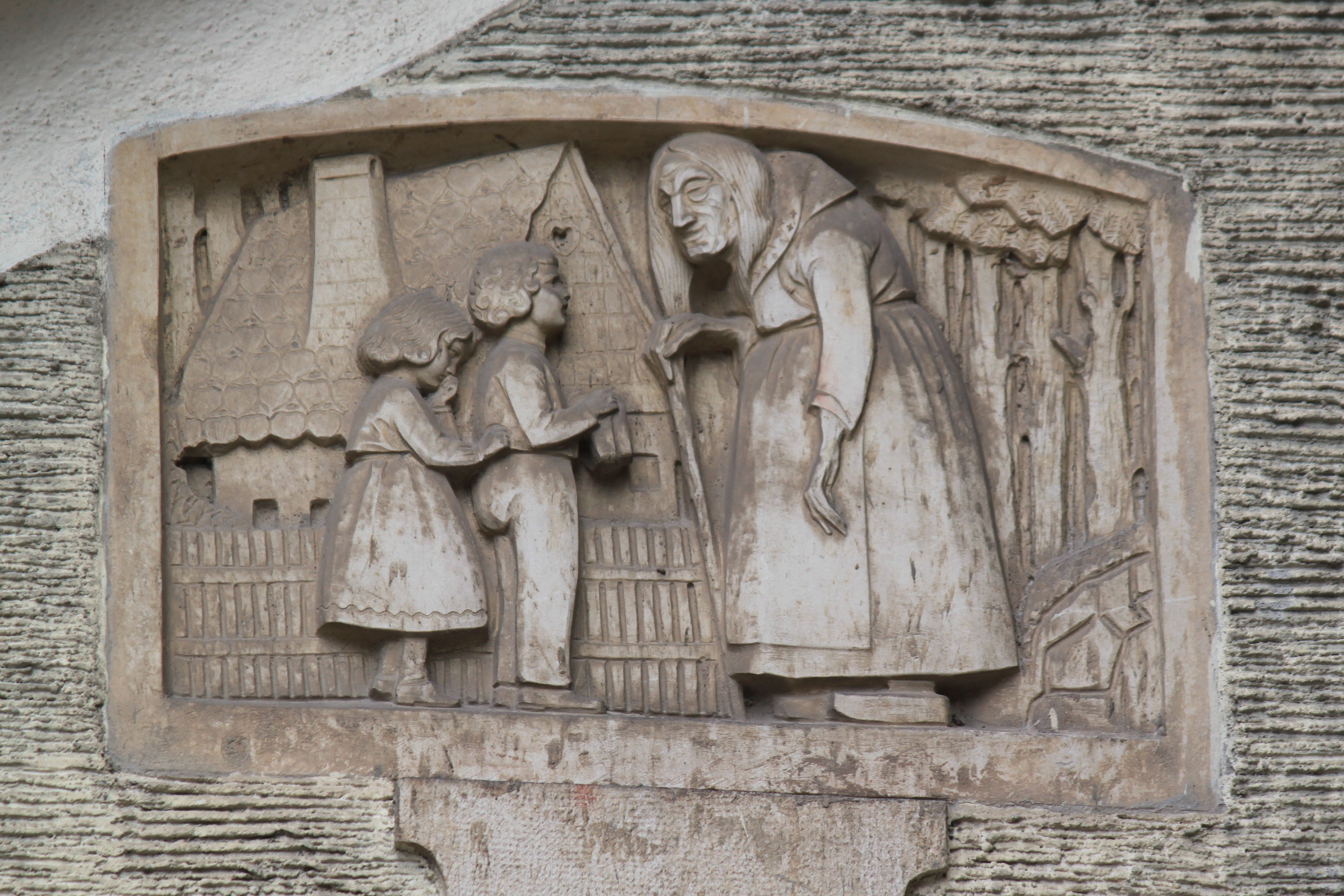
Relief Hänsel und Gretel an der Schulfassade